# Oreste Gris
Oreste Gris detto Tombion (Cesiomaggiore, 27 dicembre 1903 – Cesiomaggiore, 18 ottobre 1971) è stato un partigiano italiano, comandante della Squadra Azione Partigiana operativa nella zona pedemontana del Feltrino con nomi diversi "Civetta" e "Tombion". Fu il comandante del "Comando Piazza" di Feltre che trattò direttamente la resa degli occupanti tedeschi e la liberazione della città.

## Biografia
Oreste Gris, figlio di Emilio, fu un artigiano poliedrico (fabbro, muratore, carpentiere), specializzato a costruire e riparare i sistemi di movimentazione delle campane, a costruire macchinari vari, come ad esempio un complesso impianto per la realizzazione in serie di tubi in cemento.
Nel 1917, a soli 14 anni, trovò modo di combattere l'esercito austriaco durante l'invasione del Feltrino a seguito della ritirata di Caporetto. Nel 1921 si iscrisse alla piccola sezione del Partito Socialista Italiano di Cesiomaggiore, circa una trentina di soci. Per questo fu perseguitato dai fascisti e nel 1923 fu, assieme a Giuseppe Tranquilin, anche condannato a cinque anni di "sorveglianza speciale" perché, a seguito di una delazione, i carabinieri ritrovarono, tra il ferro vecchio della sua bottega di fabbro, un pezzo di pistola.
Si sposò con Regina Margherita Cadò e si trasferì per lavoro nel Trentino. Ebbe quattro figli: Avvenire (1933), Carlo (1935), Liliana (1939) e Franca (1944).

## La Resistenza nel feltrino
Dopo il 25 luglio 1943 rientrò a Menin, la frazione di Cesiomaggiore, dove aveva la sua casa di famiglia. Dopo il crollo dell'8 settembre 1943 promosse la raccolta di armi tra il Bellunese e il Feltrino. Partecipò alle prime riunioni organizzate dal Colonnello Angelo Giuseppe Zancanaro e dal carismatico don Giulio Gaio. Fu accolto con molta diffidenza da parte di quel gruppo di patrioti perché si dichiarava comunista anche se lui non era legato all'organizzazione ufficiale del PCI, che nel territorio di Cesiomaggiore, era imperniata sulla famiglia di Eliseo Da Pont (Bianchi).
Non si fermò a queste incomprensioni e organizzò subito un primo gruppo autonomo di partigiani e patrioti, formato da una decina di volontari.

## La "sua" squadra
Nell'inverno – primavera 1943/1944, si costituì e operò la squadra Civetta (dal nome di battaglia del suo primo comandante, il medico condotto Gino Meneghel) con Oreste Gris nel ruolo di Commissario politico. Oltre ai due capi c'erano Mario Pietro Lovat (Mario – Tremalnaik), Rizzieri Colmelet (Tirapresto), Clemente Roni (Nerone) un ignoto (Tafari). Con loro collaborarono Ernelio Faoro (Montegrappa), Enrico Bissoli (Pupa). e i tre russi Giorgio Bornichoff, Pavel Orlov e Ivan Kuznizov.
Quando nell'estate del 1944, il dottor Meneghel divenne il responsabile sanitario, con il nome di battaglia (Bene), dei 996 componenti della Brigata Gramsci Oreste assunse il comando della squadra che fu sempre individuata dal suo nome di battaglia, Tombion.

## Alcune azioni
Non ci fu un'azione partigiana nella zona feltrina che non abbia avuto il contributo della GAP di Oreste Gris. Dal supporto logistico all'azione diretta, dal rapporto diretto con la missione Inglese SIMIA del maggiore. Harold William "Bill" Tilman a tutti i comandi partigiani della zona Belluno-Feltre. Pagò di persona la sua inarrestabile attività come quando il 5 ottobre 1944, a conclusione del rastrellamento nazifascista di fine settembre 1944 delle Vette feltrine contro la Brigata Gramsci, la città di Feltre e le località vicine, quando i nazisti bruciarono la sua casa come diverse altre abitazioni di Cesiomaggiore. Ma Oreste non si scoraggiò e continuò la lotta.
È sufficiente ricordare che nei primi 100 giorni operativi della Brigata Garibaldi "Antonio Gramsci" (Feltre) dell'estate del 1944 furono eseguite 160 azioni militari contro i nazifascisti dell'Alpenvorland. Quasi tutte furono supportate sul piano logistico o militare dalla GAP di Oreste Gris.
Di seguito sono descritte alcune delle azioni più significative.
- (6–7 giugno 1944) – Il sabotaggio del Tombion. L'importante azione militare fu merito della strategia di Oreste Gris. Un merito che fu da tutti riconosciuto tanto che l'evento lo legò, come nome di battaglia, fino alla Liberazione.
- (17 luglio 1944) – Secondo sabotaggio alla stazione elettrica dello stabilimento la Metallurgica, importantissimo stabilimento di Feltre dove i nazisti facevano costruire parti degli aerei Messerschmitt Bf 109. Un primo sabotaggio era stato fatto nel mese di giugno e aveva fermato la produzione solo per quattro giorni. Considerata l'importanza dello stabilimento gli Alleati volevano bombardare lo stabilimento. Oreste Gris, che era in collegamento costante con loro, si oppose al bombardamento, perché poteva coinvolgere la città, offrendo l'intervento della sua GAP. Riuscì, ancora una volta con un sabotaggio esplosivo, a far danni che bloccò per 15 giorni la produzione della Metallurgica. Un attacco che il Prefetto di Belluno dovette giustificarsi direttamente al Gauleiter Hoffer.
- (12 aprile 1944)- Attentato all'albergo ristorante la Frajotta dove risiedevano le SS a Feltre. Fu organizzato da Gris e lo eseguirono, con Mario Pietro Lovat (Mario – Tremalnaik) e Enrico Bissoli (Pupa). L'attentato distrusse il ristorante e mise in stato di agitazione il reparto delle SS per essere stati colpiti nella loro sede.
- (1 maggio 1945) – Liberazione di Feltre – Nel mese di aprile il GAP Tombion, integrò nelle sue file la compagnia Schenal e la compagnia Gastone Velo e prese il nome di Comando Piazza Feltre, massima autorità militare partigiana nell'organizzare e difendere la città. Il 1º maggio Oreste Gris, con lo sparuto numero di partigiani distribuiti nella città trattò direttamente, senza intermediazioni religiose come normalmente successe in altre località), con il generale tedesco Kennysberg il quale accettò di lasciare la città di Feltre senza combattere.

## Il monumento di Serravella
Nel 1966 fu inaugurato, alla presenza dell'Ambasciatore dell'URSS in Italia, un monumento costruito da Oreste Gris. È in località Serravella di Cesiomaggiore, poco lontano dalla sede del Museo etnografico della Provincia di Belluno. È un monumento dedicato alla memoria del partigiano russo Ivan Kuznizov di Stefan, nato a Padolsk. Era uno dei tre russi che avevano partecipato a tutte le attività della Brigata Gramsci e della GAP Tombion e che era morto in quel sito durante il rastrellamento nazifascista del 22 febbraio 1945.
Fu una data tragica per la comunità di Serravella perché, morì in combattimento anche il partigiano di Cesiomaggiore, Ugo Aslan e perché furono incendiate delle case e 22 persone vennero arrestate portate alla caserma Zannettelli, fortunosamente liberate solo per intervento del parroco Don Emilio Perotto.
Nelle intenzioni di Oreste Gris il monumento, una semplice colonna stroncata a metà altezza con una stella, volle ricordare oltre a Kuznizov anche la costante presenza nella guerra di Liberazione dal nazifascismo nel Feltrino di Giorgio Bornichoff e Pavel Orlov. I tre arrivarono nel bellunese dopo l'8 settembre 1943 fuggendo da un campo di prigionia (forse dalla Germania) e si aggregarono subito nel Nucleo partigiano "Luigi Boscarin"/"Tino Ferdiani".

## Un gappista autonomo
Oreste Gris fu una personalità complessa e discussa, con un forte spirito di autonomia, ma dotato di un grande spirito di altruismo e generosità. Sono in molti che hanno scritto di lui.
Il parroco di Cesiomaggiore don Luigi Perotto gli riservò un gran rispetto. Scrisse che fu un partigiano che «aveva un po' di criterio» e che fu «uno che ci aveva rimesso sempre del suo».
Ci fu invece insofferenza tra i capi partigiani responsabili in quei mesi, come Luigi dall'Armi (Franco) della Divisione Belluno, perché, secondo lui, «aveva solo un grave difetto, cioè di operare in assoluta autonomia nell'ambito territoriale della brigata...».
Ecco come il suo compagno di lotte, il dottor Gino Meneghel, medico, poeta e scrittore, lo ricorderà con affetto.
I disastri più grossi che ha combinato sono sempre stati portati a termine da pochi «Gap», che aveva tirato su a modo suo e faceva «lavorare» ancora a modo suo; e i suoi piani più ardui erano di una infantile semplicità di realizzazione a eseguirli secondo i suoi ordini. Studiava il «colpo» con una pignoleria esasperante, ma alla fine il piano non faceva una grinza, le difficoltà, gli ostacoli e i pericoli non esistevano più in quell'azione. Davvero roba da ragazzetti per chi aveva il coraggio di fare la guerra. E Oreste divenne in breve il mago della guerriglia partigiana nell'indiavolata brigata Gramsci [...]
Nella guerra partigiana egli fu dappertutto, contro la spia e contro i tedeschi, e tirò fuori uomini come Montegrappa [Arnelio Faoro], Mario [Pietro Lovat], e molti altri valorosi che sono l'onore della patria. E non mancò alla grande sorpresa finale; come aveva promesso venti mesi prima, Oreste consegnò la città di Feltre agli alleati; epopea madornale ma storica, un uomo solo praticamente occupò e consegnò una città. Egli era là in piazza, nel suo solito costume, fazzoletto rosso al collo e parabellum a mezzo corpo, incurante di tutto, titanico e sgherlo, ridanciano e duro, occhi di ragazzaccio in vena di monellerie, solo ad attendere gli Alleati; i suoi pochi «uomini» erano stati disseminati nei punti nevralgici. Il comando tedesco aveva accettato la resa, che egli aveva direttamente trattato, inventandosi trentamila uomini alle spalle. Ed era un comando d'armata. [...]»
Se Gino Meneghel può essere stato condizionato dall'affetto ecco come una figura terza, il maggiore inglese Harold William "Bill" Tilman, responsabile della Missione segreta SIMIA inviata dagli Alleati, lo descrisse nelle sue memorie.
Oreste esercitava il mestiere di muratore ed era uno dei più bei tipi di artigiano italiano. Aveva moglie e figli che furono in un secondo tempo buttati sulla strada dai fascisti e la loro casa fu bruciata. A Cesio e dintorni Oreste era ritenuto qualcosa come un oracolo. La gente pendeva dalle sue labbra. Con un orribile berretto dalla punta bianca in testa ed una barbetta spessa e ispida, amava parlare del generale Alexander e degli ordini che proprio lui, il generale, aveva mandato ad Oreste. Ogni momento espressivo del discorso, e ce n'erano molti, veniva puntualizzato col gesto caratteristico di battere la mano sinistra il cavo del braccio destro, esclamando «Ostia! »»

## La sua opinione sulla Resistenza
Alla fine degli anni Sessanta, alla domanda del direttore dell'ISBREC di Belluno «Ora, a distanza di anni, cosa pensa della resistenza? » Oreste Gris rispose:

## Il dopoguerra
Dalla documentazione attualmente disponibile risulta che nel dopo guerra non assunse impegni pubblici. Nel 1950 è segnalata solo la sua presenza come capo popolo organizzatore di un centinaio di operai che lavoravano per la diga in Val Canzoi e che non ricevevano la paga dalla società idroelettrica.
Silvio Guarnieri, nella sua opera «Storia minore», dedica molte pagine anche alla particolare personalità di Oreste Gris, al suo operare, alle sue scelte,  alla sua laicità, espressa anche  nell'organizzazione del  funerale laico  del padre. Modalità  che volle poi fossero ripetute solo pochi anni dopo  anche per il suo. Gli eventi di quelle cerimonie furono così particolari e toccanti che l'incisore Vico Calabrò (Belluno 1938) gli  dedicò una specifica  illustrazione..